# Dark Shadows (film 2005)
Dark Shadows è un film per la televisione del 2005, diretto da P. J. Hogan. Il film è un adattamento dell'omonima soap opera gotica prodotta tra il 1966 e il 1971.